# 2132 Zhukov
2132 Zhukov è un asteroide della fascia principale del diametro medio di circa 28,66 km. Scoperto nel 1975, presenta un'orbita caratterizzata da un semiasse maggiore pari a 2,7804025 UA e da un'eccentricità di 0,0807800, inclinata di 5,87073° rispetto all'eclittica. È stato scoperto dall'astronoma Lyudmila Ivanovna Černykh e porta questo nome in onore del Maresciallo dell'Unione Sovietica Georgij Konstantinovič Žukov.